# UNdata
UNdata — пошукова система інтернету, що дозволяє видобувати дані з баз UN System. UNdata розпочала роботу в лютому 2008 року. Це результат співпраці Статистичного відділу ООН зі Статистичним управлінням Швеції та Шведським агентством з міжнародного співробітництва з метою розвитку.
UNdata дозволяє шукати та завантажувати дані з численних статистичних ресурсів, які охоплюють такі галузі як: освіта, зайнятість, енергетика, довкілля, їжа та сільське господарство, охорона здоров'я, людський розвиток, промисловість, інформаційно-комунікаційні технології, національні рахунки, населення, біженці, торгівля та туризм.
UNdata була представлена на CNET Video і потрапила до списку найкращих ресурсів інтернету, який веде PC Magazine.
UNdata є у списку Registry of Research Data Repositories re3data.org.